# Cayambe (Stadt)

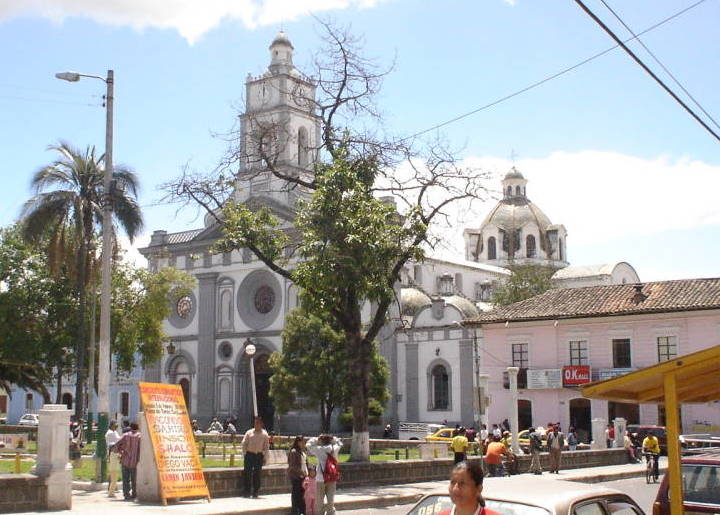
Cayambe in Ecuador

Cayambe ist eine Stadt und ein Municipio in der Provinz Pichincha in Ecuador und liegt nordöstlich der Hauptstadt Quito. Cayambe ist Verwaltungssitz des gleichnamigen Kantons und hatte im Jahr 2010 39.028 Einwohner. Die Stadt liegt am Fuße des Vulkans Cayambe, dem mit 5790 m dritthöchstem Berg in Ecuador.
Seit den 1990er Jahren haben Kanton und Stadt ein deutliches Bevölkerungswachstum erfahren, das vor allem darauf zurückzuführen ist, dass die Cayambe umliegenden Haciendas zu einem der weltweiten Hauptanbaugebiete von Rosen geworden sind.
Aus Cayambe und Umgebung stammt auch ein in dieser Gegend sehr populärer regionaler Musikstil gleichen Namens.
Darüber hinaus ist die Stadt unter Einheimischen und Touristen bekannt für die sogenannten Bizcoches, eine Gebäckspezialität. Mit demselben Wort werden in Kolumbien generell Gebäckwaren bezeichnet, in Ecuador aber ausschließlich diese Art von Buttergebäck. Als weitere kulinarische Spezialität ist der „queso de hoja“ zu erwähnen. Der Name (Blätterkäse) rührt daher, dass der Käsefladen als Stab aufgerollt und eingeschlagen verkauft wird – und früher zu diesem Zwecke Blätter Gebrauch fanden. Heutzutage wird allerdings Plastikfolie verwendet.

## Sehenswürdigkeiten
- Kirche la Merced
- Parque Central
- Hacienda Guchalá
- Urwald von Paquiestancia
- Äquatormonument Quitsato
- Wasserfälle von Cariacu

## Municipio
Das Municipio Cayambe erstreckt sich über eine Fläche von 382,4 km² und hatte beim Zensus 2010 50.829 Einwohner. Das Municipio umfasst die Parroquias urbanas Cayambe und Juan Montalvo (⊙). Die Parroquia urbana Juan Montalvo liegt im Süden von Cayambe und wurde am 12. Mai 1927 eingerichtet.

## Töchter und Söhne der Stadt
- Jorge Gallegos (* 1979), Radrennfahrer
- Luis Humberto Salgado (1903–1977), Komponist und Pianist